# Birekte
Il Birekte (in russo  Биректе?; in lingua sacha: Билэктэ) è un fiume della Russia asiatica, affluente di sinistra dell'Olenëk, che scorre nella parte settentrionale della Siberia Orientale, nell'Olenëkskij ulus della Sacha (Jacuzia).
Nasce e scorre nella sezione nord-orientale del vasto altopiano della Siberia centrale, in una zona remota e pressoché spopolata, dapprima con direzione sud, successivamente volgendosi verso nord-est. Il fiume ha una lunghezza di 315 km; il bacino è di 8 600 km². I maggiori affluenti sono Omonos (140 km) dalla destra idrografica, Tochur (114 km) e Sala (75 km) dalla sinistra. Sfocia nel medio corso dell'Olenëk, a 669 km dalla foce, circa 13 km a valle dalla confluenza in esso dell'affluente Ukukit.
Il clima molto rigido causa periodi di congelamento delle acque compresi fra l'inizio di ottobre e la fine di maggio o l'inizio di giugno.